# Radioplayer
Der Radioplayer ist eine Non-Profit-Initiative der Radiobranche, entwickelt von Radioplayer WorldWide Ltd. in Großbritannien. Der Radioplayer hat die Aufgabe, die digitale Auffindbarkeit der Mitgliedssender sicherzustellen und weiterzuentwickeln. Er stellt eine technische Plattform dar, die im Client-Server-Modell die Übertragung von Hörfunksendern über das Internet ermöglicht, wobei „smarte“ Geräte auch das zusätzliche hybride Umschalten auf terrestrischen Empfang unterstützten. Der Radioplayer wird inzwischen weltweit vermarktet. Neben Deutschland und Österreich ist er inzwischen auch in Belgien, Großbritannien, Irland, Kanada, Norwegen und Peru lizenziert. Die Ausweitung auf weitere Länder ist geplant.
Ziel ist es, die Auffindbarkeit der Radiosender im Hinblick auf neue Technologien langfristig sicherzustellen und zu optimieren. Der programmliche Wettbewerb der Mitgliedssender bleibt damit bestehen und soll diesen auf das Internet ausweiten. Damit soll die Erwartung der Hörer bedient werden, Hörfunk zunehmend in größerer Vielfalt im Internet zu hören. Jeder Sender ist frei, den Radioplayer über die Navigation hinaus zu vermarkten und mit Inhalten seiner Wahl, inklusive sämtlicher Werbeformen zu bestücken.
Über eine Schnittstelle (WRAPI, Worldwide Radioplayer API) werden Logos, Informationen zum aktuell gespielten Titel, personalisierte Empfehlungen, Suchresultate und Podcasts der Mitgliedssender zentral angeboten.

## Verfügbarkeit
Fast alle Radioplayer können über das Webinterface der länderspezifischen Homepage genutzt werden oder über regionalisierte Client-Anwendungen auf verschiedenen Plattformen. Die Clients sind für Apple und Android verfügbar. In Österreich sind sie auf diese beiden Plattformen beschränkt. Der Radioplayer kann als hybride App auch auf DAB+-fähigen Smartphones eingesetzt werden und wechselt dann je nach Verfügbarkeit zwischen Webradio und DAB+.

### Radioplayer Car
Im Februar 2017 erschien Radioplayer Car. Er wurde im September 2014 als Hybridfunkempfänger angekündigt, der je nach Signalstärke und Dateneinstellungen zwischen UKW, DAB und Streaming wechselt.  Es wurde als der weltweit erste sprachgesteuerte Hybridadapter für Autoradios vermarktet.
Eine kleine Box hinter dem Armaturenbrett ist mit dem zusätzlichen Eingang eines vorhandenen Autoradios verbunden. Es verbindet sich per Bluetooth drahtlos mit dem Smartphone des Fahrers. Mit Hilfe des Adapters können Fahrer ihre eigenen Smartphone-Musiksammlungen über Bluetooth abhören, Freisprechanrufe annehmen, eingehende Textnachrichten abhören und sofortige Audio-Reiseinformationen empfangen, die per GPS an den Standort und die Fahrtrichtung angepasst werden. Die Hardware wird unter Lizenz von Connects2 hergestellt.

## International
Das Tochterunternehmen Radioplayer Worldwide lizenziert den Radioplayer an verschiedene Veranstalterkonsortien weltweit.
| Land                   | Markenname         | Regelbetrieb seit     | Website                                   |
| ---------------------- | ------------------ | --------------------- | ----------------------------------------- |
| Belgien                | Radioplayer        | 28. April 2014        | radioplayer.be                            |
| Dänemark               | mereRadio          | September 2019        | mereradio.dk                              |
| Deutschland            | Radioplayer        | 1. April 2015         | radioplayer.de                            |
| Irland                 | Irish Radioplayer  | April 2015            | radioplayer.ie                            |
| Kanada                 | Radioplayer        | 1. März 2017          | radioplayer.ca                            |
| Norwegen               | Radio.no           | 2013                  | radio.no                                  |
| Österreich             | Radioplayer        | Sommer 2015           | radioplayer.at                            |
| Peru                   | RadioPlayer Peru   | unbekannt             | N/A (nur über die Websites der Betreiber) |
| Schweiz                | Swissradioplayer   | August/September 2018 | swissradioplayer.ch                       |
| Spanien                | Radioplayer Espana | Oktober 2019          | radioplayerespana.es                      |
| Vereinigtes Königreich | Radioplayer        | 31. März 2011         | https://www.radioplayer.co.uk/            |

## Deutschland
Der Radioplayer stellt seinen Mitgliedern die technischen Voraussetzungen zur Übertragung von Livestreams, Web-Only-Angeboten und Podcasts an unterschiedliche Endgeräte zur Verfügung. Der Radioplayer in Deutschland arbeitet auf Non-Profit-Basis und vermarktet weder im Web, noch auf den sogenannten Konsolen (Desktop-Playern), noch innerhalb von Apps oder vor bzw. im Stream seiner Stationen. Für den Betrieb des Radioplayers entfallen für die Sender Kosten in Form einer jährlichen Lizenzgebühr, abhängig von ihrer gemäß Media-Analyse ausgewiesenen Reichweite, sowie die Verpflichtung, zusätzliche Werbung für den Radioplayer aufzuwenden.
In Deutschland ist der Radioplayer neben der Homepage und für mobile Smartphones u. a. in das Portal Freenet TV connect integriert, für Amazon Kindle Fire verfügbar und kann mit dem Amazon-Sprachdienst Amazon Echo sowie auf dem Google Assistant angesteuert werden. Außerdem ist er in den Smartspeaker Magenta der Deutschen Telekom integriert. Weiterhin werden Anbindungen für Chromecast und Amazon Fire TV sowie viele weitere SmartTV-Plattformen unterstützt. Seit 2017 sorgen die Daten des Radioplayers zudem für den hybriden Radio-Empfang vieler Modelle der Audi AG. Anbindungen an Sonos- und Bose-Lautsprechersysteme sowie die erste Standalone AppleWatch-App folgten sukzessive.

### Historie
Im September 2014 haben die Vertreter der deutschen Radiosender, basierend auf den im Vereinigten Königreich verbreiteten UK-Radioplayer, einen gemeinsamen IP-basierten Aggregator für UKW-Programme und Webchannel ins Leben gerufen. Um den Aufwand möglichst gering zu halten, wurde der im Vereinigten Königreich seit 2011 und ebenfalls von privaten wie öffentlich-rechtlichen Sendeanstalten betriebene Radioplayer und seine Technologie für Deutschland übernommen.

### Gesellschafter der Radioplayer Deutschland
Gesellschafter der Radioplayer Deutschland sind Antenne Bayern, Antenne 1 (Stuttgart), Antenne Thüringen, Dornier Medien (München), BigFM, BLW Bayerische Lokalradio-Werbung (Nürnberg), Die neue Welle (Karlsruhe), IR Media Ad (Potsdam), NWZ, Landeswelle Mecklenburg-Vorpommern, Radio7, Radio Regenbogen, Hit Radio FFH, Radio ffn, RPR1, RTL Radio Deutschland (Berlin), Verband der Betriebsgesellschaften in Nordrhein-Westfalen und Regiocast (Berlin) in Kooperation mit der ARD.

## Österreich
Der Radioplayer Österreich bietet Zugang zu den meisten privaten lokalen, regionalen und überregionalen Hörfunksendern. Daneben verlinkt er die Zusatzangebote der Sender auf deren Websites, wie z. B. Webchannels und Podcasts und On-Demand-Inhalte, soweit verfügbar. Der einzige bundesweit verbreitete UKW-Sender KroneHit sieht im internetbasierten Radioplayer eine Ergänzung zur UKW-Verbreitung, wohingegen das digital-terrestrische DAB+ als „Frontalangriff auf UKW“ empfunden werde. Der Radioplayer wurde 2015 gemeinsam mit Life Radio und Antenne Steiermark lanciert, nachdem KroneHit den Ausstieg aus dem DAB-Neustart in Wien bekannt gab.

## Schweiz
Die Schweizerischen Radio- und Fernsehgesellschaft (SRG) sowie die drei Schweizer Radio-Verbände Verband Schweizer Privatradios (VSP), Union nicht-kommerzorientierter Lokalradios (UNIKOM) und Radio Régionales Romandes (RRR) haben im Mai 2018 die Lancierung eines gemeinsamen «Swiss Radioplayer» auf September 2018 beschlossen. Bis Mai 2018 wurden bereits 100 Schweizer Radioprogramme für eine Verbreitung über den Swiss Radioplayer angemeldet. Anfang 2019 waren 135 Sender empfangbar. Die Website unterstützt die drei wichtigsten Sprachen der Schweiz, Deutsch, Französisch und Italienisch. Neben den üblichen Plattformen auf mobilen Geräten bestehen insbesondere Kooperationen mit Geräteherstellern, sodass der Radioplayer beispielsweise in den neuen Modellen von Audi zur Grundausstattung gehört.